# Wait & See 〜リスク〜
「Wait & See 〜リスク〜」（ウェイト・アンド・シー リスク）は、2000年4月19日にリリースされた、宇多田ヒカルの5枚目のシングル。

## 解説
- 前作「Addicted To You」に続いて、プロデュースにジャム&ルイスを起用し、話題となった。
- 発売初日までの出荷枚数は102万枚、さらに初日だけで発売元の東芝EMIに寄せられた追加注文が約30万枚に達した[1]
- カップリングの2曲は、オリジナル・ヴァージョンとしてはこのシングルにしか収録されていない。「はやとちり」は『Distance』のレコード盤および2018年のデジタル配信版にボーナス・トラックとして追加収録された。
- 「Fly Me To The Moon (In Other Words)」はジャズのスタンダード曲のカバーで、5月にはリミックスを収録したアナログ盤「REMIX: Fly Me To The Moon」が発売。2007年8月29日にリリースされた19thシングル「Beautiful World/Kiss & Cry」のカップリングにはリマスタリングした「-2007 MIX-」が収録されている。このバージョンは、後に「ヱヴァンゲリヲン新劇場版:序 オリジナルサウンドトラック」にも収録された。
- MVは渋谷の路上をマシンを操って駆け巡る宇多田ヒカルがCG合成されたものとなっている。東京急行（現在は東急電鉄表示で統一）、新玉川線（現在は田園都市線）の案内表示など、1999年後半から2000年初期における渋谷の街並みが随所に確認できる。
- 累計出荷枚数は166万枚以上[2]。
- 歌詞には、ニーバーの祈りの一文が引用されている。

## 収録曲
1. Wait & See 〜リスク〜(4:48)
編曲：ジミー・ジャム & テリー・ルイス、宇多田ヒカル
2. はやとちり(4:15)
編曲：河野圭(ストリングスアレンジ)
3. Fly Me To The Moon (In Other Words)(3:24)
作詞・作曲：Bart Howard 編曲：河野圭(ストリングスアレンジ）
4. Wait & See 〜リスク〜（Baton Girl Mix）(4:50)
5. Wait & See 〜リスク〜（ORIGINAL KARAOKE）(4:48)

## 映像作品
「Wait & See 〜リスク〜」（ウェイト・アンド・シー リスク）は、2000年6月30日に発売された宇多田ヒカルのDVDシングル。

### 解説
- 宇多田としては初となるDVDシングル。CDシングル「For You／タイム・リミット」と同時発売された。ジャケットはMVでの宇多田を元に作られたもの。

### 収録曲
- Wait & See 〜リスク〜
- Making of “Wait & See 〜リスク〜”
メイキング映像。「Wait & See 〜リスク〜 (Baton Girl Mix)」がBGMとして使われている。